# Heteromallus spinipes
Heteromallus spinipes är en insektsart som beskrevs av Heinrich Hugo Karny 1930. Heteromallus spinipes ingår i släktet Heteromallus och familjen grottvårtbitare. Inga underarter finns listade i Catalogue of Life.